# Кастелнуово (Италия)
Вижте пояснителната страница за други значения на Кастелнуово.
Кастелнуо̀во (на италиански: Castelnuovo, на местен диалект: Castarnovo, Кастарново) е село и община в Северна Италия, автономна провинция Тренто, автономен регион Трентино-Южен Тирол. Разположено е на 348 m надморска височина. Населението на общината е 1029 души (към 2018 г.).